# J. Frank Hickey
John Frank Hickey (Lowell, 29 ottobre 1865 – Auburn, 8 maggio 1922) è stato un serial killer statunitense.
A causa delle cartoline che spedì alla polizia e ai media, fu soprannominato The Postcard Killer.

## Primi anni di vita
John Frank Hickey nacque a Lowell, nel Massachusetts, dagli immigrati irlandesi Michael J. Hickey e Mary Ann Magrath.  Fu battezzato come cattolico nella chiesa di San Patrizio, che si trovava a soli due isolati dall'alloggio dei suoi genitori. Dopo il suo arresto per omicidio nel 1912, Hickey affermò di essere stato abusato fisicamente da suo padre.
Durante l'adolescenza, Hickey si unì alla prima chiesa congregazionale di Lowell in Kirk Street.  Divenne anche un funzionario della YMCA di Lowell e della Young People's Society of Christian Endeavour .

## Primo omicidio
Il 1 settembre 1883, il diciottenne Hickey contattò la polizia e disse di aver trovato il farmacista 34enne Edwin W. Morey morto sul pavimento della farmacia McGibbon's, dove entrambi avevano lavorato. Hickey affermò che Morey era stato depresso per un periodo a causa dell'alcolismo e che aveva cercato di aiutare il suo collega a ritrovare la sobrietà. Poiché il medico credeva che Morey avesse preso del veleno, gli fu fatta una lavanda gastrica. A mezzanotte, Morey mostrò dei segni di vita, ma morì poco dopo le 3 del mattino.
Anni dopo, Hickey ammise di aver ucciso Morey con il laudano. Aveva temuto che se il loro datore di lavoro avesse trovato Morey ubriaco, avrebbe potuto licenziarli entrambi.

## Massoneria
Mostrando la sua occupazione come "Segretario dell'YMCA", Hickey fece domanda e ottenne l'appartenenza alla Massoneria di Lowell Nel 1889 divenne maestro massone.  Nonostante le sue affermazioni successive, : Hickey non raggiunse mai il livello di massone di 32º grado. : Sebbene il suo biografo Vance McLaughlin disse che Hickey  "aveva lasciato la massoneria nel giugno 1895", i registri massonici raccontavano una storia diversa. Nel marzo 1895, Hickey fu arrestato a Lowell per aver rubato 20 galloni di alcol al suo datore di lavoro. In risposta, la Gran Loggia del Massachusetts decretò Hickey "un bugiardo e un profano" e lo espulse "da tutti i diritti e privilegi della Massoneria" il 12 giugno 1895.

## Secondo omicidio
Nel 1896 Hickey lasciò Lowell e non vi avrebbe mai più vissuto. Tra il 1896 e il 1902, si spostò in Canada e negli Stati Uniti nordorientali, svolgendo vari lavori industriali.
Il 10 dicembre 1902, Hickey incontrò Michael R. Kruck, un venditore di giornali di undici anni. Quando Kruck si offrì di vendergli un giornale, Hickey rispose che li avrebbe acquistati tutti se il ragazzo lo avesse seguito a Central Park. Quando Kruck lo fece, Hickey lo strangolò e lasciò il suo corpo con il pacco di giornali sotto la testa. Il medico legale esaminò quindi il corpo e non trovò prove di violenza sessuale. L'inchiesta del coroner stabilì che Michael R. Kruck era morto per strangolamento effettuato "da una o più persone sconosciute a questa giuria". Il 12 dicembre 1902, il corpo di Michael Kruck fu rilasciato dall'obitorio e sepolto al Washington Jewish Cemetery di Brooklyn.

## Terzo omicidio
Il 12 ottobre 1911, Hickey, allora impiegato come supervisore di un impianto siderurgico a Lackawanna, notò Joey Joseph, di sette anni, che suonava nel negozio di arredamento maschile di suo padre.  Più tardi, quando Joey stava facendo pozzanghere di fango con un amico per strada vicino a casa sua, Hickey fece cenno di unirsi a lui. Diede a Joey qualche centesimo per comprare delle caramelle per sé e per il suo amico. Al ritorno di Joey, Hickey disse bruscamente al suo amico che era ora che tornasse a casa.
Hickey poi prese Joey per mano e lo condusse in una latrina dietro un saloon su Ridge Road. Lì Hickey strangolò Joey fino a fargli perdere i sensi, lo molestò sessualmente e lo uccise strangolandolo. Hickey gettò poi il corpo del bambino nella fossa del gabinetto.

## Cartoline
Nonostante l'assistenza del dipartimento di polizia di Buffalo, l'indagine sulla scomparsa di Joey Joseph non portò a nessuna pista investigativa.  Il 30 ottobre 1911, una cartolina venne consegnata al capo della polizia di Lackawanna Gilson. Diceva: "Joseph Joseph sarà trovato sul fondo di un gabinetto con tre posti, sul retro del saloon vicino a Doyles, su Ridge Road. Un cervello impazzito ubriaco ha compiuto il gesto, e il rimorso e il dolore per i genitori stanno portando risultati che presto finiranno. Il demone whisky farà quindi un'altra vittima, ovvero quattro in tutto. Trascina l'armadio con i tre sedili."